# Muhamet Alem Kabashi
Muhamet Alem Kabashi (* 10. Januar 1894 in Vlora; † zwischen 1943 und 1945 im KZ Mauthausen) war ein albanischer Widerstandskämpfer gegen den Nationalsozialismus.

## Leben
Seine Herkunft wird mit dem Dorf Tragjas bei Orikum in Verbindung gebracht. Muhamet Alem Kabashi wuchs in einem Stadtteil von Vlora auf, das heute Partisan genannt wird. Dort absolvierte er auch seine Ausbildung und betrieb später ein kleines Geschäft. Als Patriot bekannt engagierte er sich bereits mit 18 Jahren für die Unabhängigkeitserklärung vom 28. November 1912. Er kämpfte außerdem im Befreiungskrieg gegen die italienischen Besatzer 1920 und nahm an der liberal-demokratischen Revolution 1924 teil.
Auch nach der italienischen Besetzung durch faschistische Kräfte blieb er im Widerstand aktiv. Unter anderem half er jüdischen Familien. Von den faschistischen Behörden wurde er daher als „sehr gefährlich“ eingestuft. Sie zerstörten sein Geschäft und verfolgten ihn und seine Familie. 1943 setzten sie ihn in Porto Palermo fest, es gelang ihm jedoch die Flucht. Im August 1943 wurde er erneut verhaftet und ins KZ Mauthausen deportiert, wo er vermutlich ermordet wurde. Er gilt als eines von 133 albanischen Opfern, das das österreichische Konzentrationslager nicht überlebt hat.

## Würdigung
Am 7. Juli 1973 wurde er von seiner Heimatgemeinde postum als „Märtyrer des Vaterlandes“ vorgeschlagen. Diese Auszeichnung wurde ihm jedoch erst am 19. Oktober 2002 zuteil. 
Er ist auf einem Lapidar im Partizani-Viertel in Vlora aufgeführt, der vermutlich in den 1970er oder 1980er Jahren errichtet worden ist.